# معهد أروشليم للإستراتيجية والأمن
معهد أورشلَيم للإستراتيجية والأمن (بالعبرية: מכון ירושלים לאסטרטגיה ולביטחון) خلية تنظير إسرائيلية تُعنى بالأمن القومي الإسرائيلي، وتصدر عنها أبحاث ودراسات تخدُم السياسة الخارجية الإسرائيلية وتؤثّر فيها.